# CFosSpeed
O cFosSpeed é um programa de traffic shaping para o sistema operacional Windows. Ele diminui o tempo de resposta (ping) enquanto mantém a taxa de transferência alta. O programa funciona como um dispositivo do Windows para fazer melhorias nas configurações da conexão com a internet, podendo executar firewall, detecção de Protocolo Layer-7, Network stack e análise dos protocolos de comunicação.
É utilizado com frequência por usuários de VoIP e de jogos online.

## Resumo Operacional
O programa divide os pacotes de tráfego em diferentes classes. Isto é alcançado através de uma série de regras de filtragem, que podem ser definidas pelo usuário. O tráfego de dados pode ser classificado e priorizado pelo nome do programa; pelo protocolo layer-7; pelo TCP ou pelos números de porta UDP; por rótulos DSCP; e por muitos outros critérios.
O tráfego de saída não é enviado indiscriminadamente. Ao invés disso, os pacotes de dados são os primeiros na fila e, em seguida, são enviados por ordem de prioridade. Assim, os dados necessários são imediatamente transmitidos; e só depois são trasmitidos os dados menos críticos.
Desta forma, se grandes quantidades de dados são transferidas ao mesmo tempo, o traffic shaping pode manter conexões, como sessões SSH, sessões VNC, ligações de VoIP, jogos online ou outros programas de alta prioridade. Logo, a transmissão rápida de pacotes TCP ACK irá manter os downloads em alta velocidade. Isso ocorre porque o remetente só envia dados após o receptor reconhecer a recepção de dados mais antigos (TCP flow control).
O cFosSpeed também reduz o congestionamento de rede para downloads, através da redução do TCP window size, para evitar que o remetente envie demasiados dados ao mesmo tempo.
Além disso, o cFosSpeed contém um firewall com filtro de pacotes, controle de tempo e volume dos pacotes; monitor de transferência com aparência customizada; e outras funções especiais. Tem ainda um filtro de linguagem, que permite que usuários experientes criem as suas classificações de tráfego.

## Produtos similares
- NetLimiter
- TrafficShaperXP

## Referência
1. ↑  Lüders, Christoph; Winkler, Martin (20 de fevereiro de 2008). «Tweaking TCP/IP». The H Online. Heise Media UK Ltd
2. ↑  «How does traffic shaping in cFosSpeed work?». cFos website. cFos Software GmbH. Consultado em 18 de janeiro de 2011
3. ↑  «cFosSpeed 6.10» (em alemão). Heise Zeitschriften Verlag. Consultado em 18 de janeiro de 2010
4. ↑  «List of cFosSpeed's features». cFos website. cFos Software GmbH. Consultado em 18 de janeiro de 2011
5. ↑  «Filter language used to classify packets». cFos website. cFos Software GmbH. Consultado em 18 de janeiro de 2011